# Notophthiracarus ventosus
Notophthiracarus ventosus är en kvalsterart som först beskrevs av Hammer 1961.  Notophthiracarus ventosus ingår i släktet Notophthiracarus och familjen Phthiracaridae. Inga underarter finns listade i Catalogue of Life.